# Liste der Biografien/Hash
Liste der Biografien |
Portal Biografien |
Personensuche
# |
A |
B |
C |
D |
E |
F |
G |
H |
I |
J |
K |
L |
M |
N |
O |
P |
Q |
R |
S |
T |
U |
V |
W |
X |
Y |
Z |
?
 
Ha |
Hd |
He |
Hi |
Hj |
Hk |
Hl |
Hm |
Hn |
Ho |
Hr |
Hs |
Ht |
Hu |
Hv |
Hw |
Hy
 
Haa |
Hab |
Hac |
Had |
Hae–Haf |
Hag |
Hah |
Hai |
Haj |
Hak |
Hal |
Ham |
Han |
Hao |
Hap |
Haq |
Har |
Has |
Hat |
Hau |
Hav |
Haw |
Hax |
Hay |
Haz
 
Hasa |
Hasb |
Hasc |
Hasd |
Hase |
Hasf |
Hasg |
Hash |
Hasi |
Hasj |
Hask |
Hasl |
Hasm |
Hasn |
Haso |
Hasp |
Hasq |
Hass |
Hast |
Hasu |
Hasv |
Hasw |
Hasz
Die Liste der Biografien führt alle Personen auf, die in der deutschsprachigen Wikipedia einen Artikel haben. Dieses ist eine Teilliste mit 123 Einträgen von Personen, deren Namen mit den Buchstaben „Hash“ beginnt.

## Hash

### Hasha
- Hashagen, Anne Carina (* 1975), deutsche Autorin
- Hashagen, Ernst (1885–1947), deutscher Fregattenkapitän der Kriegsmarine und U-Boot-Kommandant
- Hashagen, Friedrich (1841–1925), deutscher lutherischer Theologe und Hochschullehrer
- Hashagen, Justus (1877–1961), deutscher Historiker
- Hashagen, Klaus (1924–1998), deutscher Komponist
- Hashagen, Ulf (* 1961), deutscher Wissenschaftshistoriker
- Hashani, Saranda (* 1996), albanische Fußballspielerin
- Hashash, Abdulla (* 1996), bahrainischer Fußballspieler
- Hashash, Sami al- (* 1959), kuwaitischer Fußballspieler

### Hashe
- Hasheider, Jürgen (1938–2022), deutscher Ingenieur und Politiker (SPD)
- Hashem, Dilara (1936–2022), bangladeschische Rundfunkredakteurin und Schriftstellerin
- Hashem, Ibrahim (1888–1958), jordanischer Premierminister
- Hashem, Mohamed (* 1958), ägyptischer Verleger und Autor
- Hashem, Safa Al (* 1964), kuwaitische Politikerin
- Hashemi, Ali (* 1991), iranischer Gewichtheber
- Hashemi, Kiarash (* 1998), deutscher Musikproduzent
- Hashemi, Mojtaba (1941–1985), iranischer Diplomat
- Hashemi, Said Nesar (1998–2020), Opfer des Anschlags in Hanau vom 19. Februar 2020
- Hashemi, Sajjad (* 1991), iranischer Sprinter
- Hashemi, Sayed Mohammad (* 1994), afghanischer Fußballspieler
- Hashemian, Vahid (* 1976), iranischer FußballspielerVahid Hashemian (* 1976)

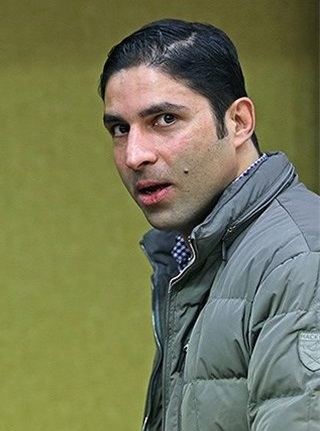
Vahid Hashemian (* 1976)

- Hashemzadeh Herisi, Hashem (* 1938), iranischer Geistlicher und Politiker
- Hashemzadeh, Masoud (* 1981), iranischer Ringer
- Hashemzadeh, Siros (* 1977), iranischer Straßenradrennfahrer

### Hashi
- Hashi, Hisaki (* 1956), japanische Philosophin mit Hauptwirkungsstätte in Wien
- Hashiba, Ryō (* 1986), japanischer Eishockeyspieler

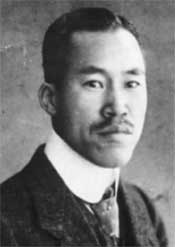
Hakaru Hashimoto (1881–1934)

- Hashida, Satoshi (* 1981), japanischer Fußballspieler
- Hashida, Sugako (1925–2021), japanische Fernsehautorin und Essayistin
- Hashigaito, Kōichi (* 1982), japanischer Fußballspieler
- Hashiguchi, Goyō (1880–1921), japanischer Holzschnittkünstler
- Hashiguchi, Masaru (* 1974), japanischer Fußballspieler
- Hashiguchi, Takashi (* 1967), japanischer Manga-Zeichner
- Hashiguchi, Takuya (* 1994), japanischer Fußballspieler
- Hashii, Morrison (* 2001), japanischer Fußballspieler
- Hashikawa, Bunzō (1922–1983), japanischer Historiker und Politikwissenschaftler
- Hashikawa, Ken (* 1970), japanischer Radsportler
- Hashim Al-Azzam (* 1980), deutsch-jordanischer Künstler und Kunstpädagoge
- Hashim, Fozia (* 1956), eritreische Juristin, ehemalige Richterin und Oberste Richterin des High Court of Eritrea
- Hashim, Ihab Jabbar (* 1993), irakischer Leichtathlet
- Hashim, Junaidi (* 1982), singapurischer Straßenradrennfahrer
- Hashim, Khamis († 1986), Adliger und Politiker in Brunei
- Hashim, Michael (* 1956), US-amerikanischer Tenorsaxophonist
- Hashim, Muhammad Hafiz (* 1982), malaysischer Badmintonspieler
- Hashim, Roslin (* 1975), malaysischer Badmintonspieler
- Hashimi, Fariba (* 2003), afghanische RadrennfahrerinFariba Hashimi (* 2003)

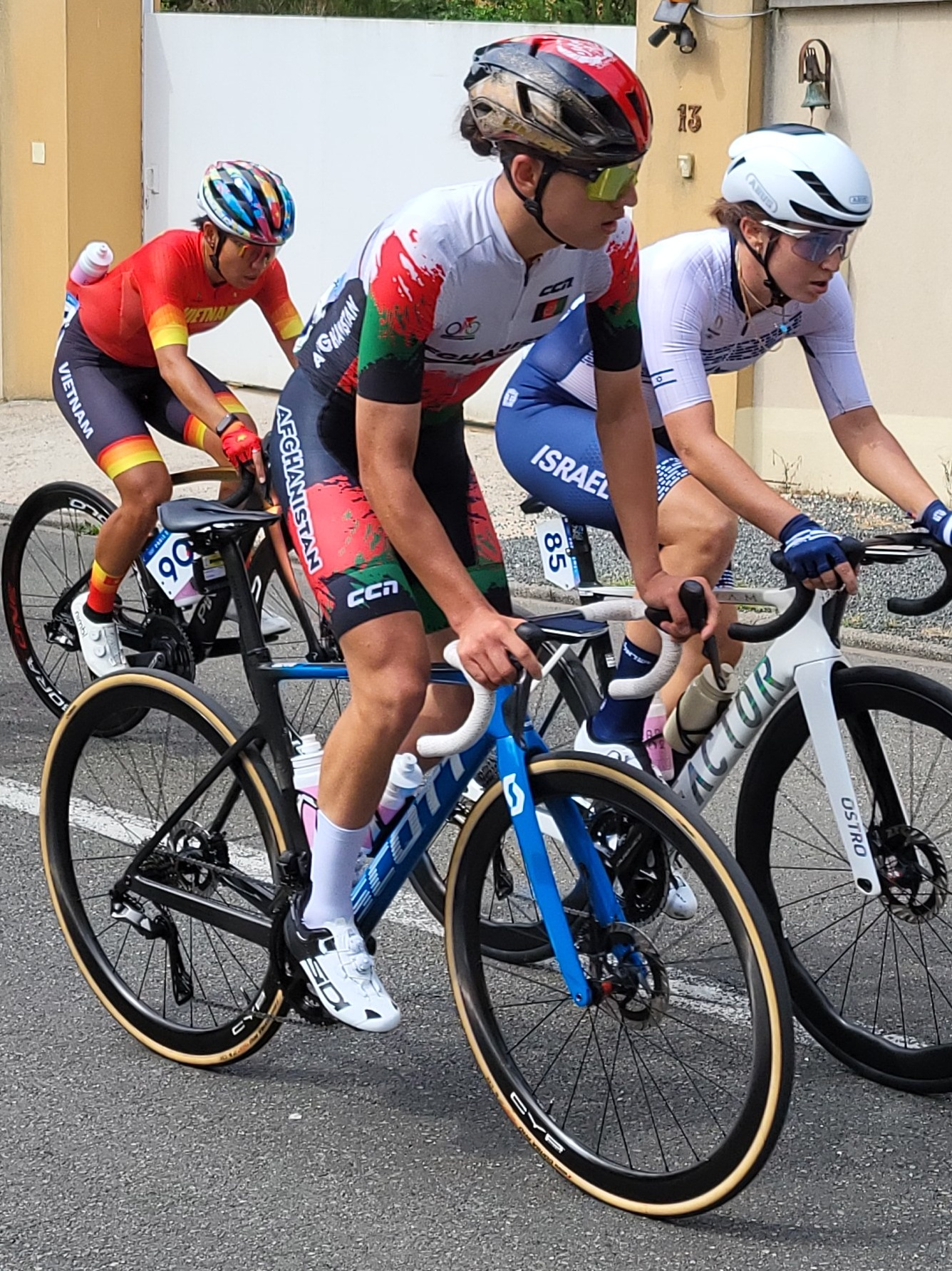
Fariba Hashimi (* 2003)

- Hashimi, Hisham al- (1973–2020), irakischer Historiker, Publizist und Experte für Sicherheit, Extremismus und terroristische Gruppierungen
- Hashimi, Yulduz (* 2000), afghanische Radrennfahrerin
- Hashimoto, Ai (* 1996), japanische Schauspielerin
- Hashimoto, Atsuko, japanische Jazzmusikerin
- Hashimoto, Chikanobu (1838–1912), japanischer Holzschnittkünstler
- Hashimoto, Daiki (* 2001), japanischer Kunstturner
- Hashimoto, Eihō (1886–1944), japanischer Maler der Nihonga-Richtung
- Hashimoto, Eiya (* 1993), japanischer Radrennfahrer
- Hashimoto, Gahō (1835–1908), japanischer Maler
- Hashimoto, Gaku (* 1974), japanischer Politiker
- Hashimoto, Hakaru (1881–1934), japanischer Chirurg und PathologeHakaru Hashimoto (1881–1934)
- Hashimoto, Hayato (* 1981), japanischer Fußballspieler
- Hashimoto, Heihachi (1897–1935), japanischer Bildhauer
- Hashimoto, Hideo (* 1979), japanischer Fußballspieler
- Hashimoto, Hirohide (1933–2000), japanischer Maler
- Hashimoto, Hirokatsu (* 1985), japanischer Badmintonspieler
- Hashimoto, Honoka (* 1998), japanische Tischtennisspielerin
- Hashimoto, Ichiko (* 1952), japanische Jazzmusikerin
- Hashimoto, Izō (* 1954), japanischer Filmregisseur, Drehbuchautor und Comicautor
- Hashimoto, Kansetsu (1883–1945), japanischer Maler
- Hashimoto, Kazuhisa (1958–2020), japanischer Spieleentwickler
- Hashimoto, Keigo (* 1998), japanischer Fußballspieler
- Hashimoto, Ken’ichi (* 1975), japanischer Fußballspieler
- Hashimoto, Kento (* 1993), japanischer Fußballspieler
- Hashimoto, Kento (* 1999), japanischer Fußballspieler
- Hashimoto, Kingorō (1890–1957), MilitärpersonHashimoto Kingorō (1890–1957)

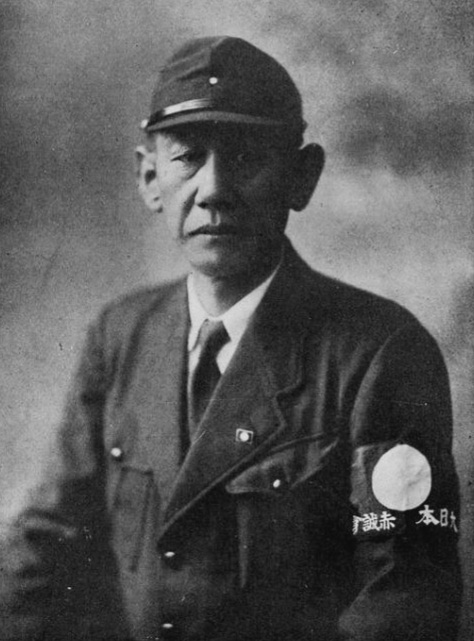
Hashimoto Kingorō (1890–1957)

- Hashimoto, Kiyoka (* 1985), japanische Balletttänzerin
- Hashimoto, Kōei (1892–1956), japanischer Maler der Nihonga-Richtung
- Hashimoto, Kōji (* 1986), japanischer Fußballspieler
- Hashimoto, Kunihiko (1904–1949), japanischer Komponist
- Hashimoto, Kyōsuke (* 1998), japanischer Fußballspieler
- Hashimoto, Masaru (* 1945), japanischer Politiker
- Hashimoto, Masato (* 1989), japanischer Fußballspieler
- Hashimoto, Masujirō (1875–1944), japanischer Maschinenbauingenieur
- Hashimoto, Meiji (1904–1991), japanischer Maler
- Hashimoto, Michio (* 1977), japanischer Eishockeytorwart
- Hashimoto, Naoko (* 1984), japanische Volleyballspielerin
- Hashimoto, Okiie (1899–1993), japanischer Holzschnitt-Künstler
- Hashimoto, Osamu (1948–2019), japanischer Schriftsteller und Illustrator
- Hashimoto, Riku (* 1998), japanischer Fußballspieler
- Hashimoto, Rikuto (* 2005), japanischer Fußballspieler
- Hashimoto, Ryō (* 1992), japanischer Eishockeyspieler
- Hashimoto, Ryūtarō (1937–2006), 82. und 83. japanischer Premierminister
- Hashimoto, Sanai (1834–1859), japanischer Arzt und politischer Reformer
- Hashimoto, Seiko (* 1964), japanische Sportlerin im Eisschnelllauf und Bahnradfahren
- Hashimoto, Shinkichi (1882–1945), japanischer Linguist
- Hashimoto, Shinobu (1918–2018), japanischer Drehbuchautor, Filmregisseur und Filmproduzent
- Hashimoto, Shintarō (1892–1945), Vizeadmiral der kaiserlich japanischen Marine
- Hashimoto, Sōichi (* 1991), japanischer Judoka
- Hashimoto, Suguru (* 1982), japanischer Fußballspieler
- Hashimoto, Takako (1899–1963), japanische Haiku-Dichterin
- Hashimoto, Takumi (* 1989), japanischer Fußballspieler
- Hashimoto, Takuto (* 1991), japanischer Fußballspieler
- Hashimoto, Terumi, japanischer Skispringer
- Hashimoto, Tōru (* 1969), japanischer Anwalt und Politiker
- Hashimoto, Wataru (* 1986), japanischer Fußballspieler
- Hashimoto, Yasuko (* 1975), japanische Langstreckenläuferin
- Hashimoto, Yū (* 2002), japanischer Fußballspieler
- Hashimoto, Yui (* 1990), japanische Badmintonspielerin
- Hashimoto, Yūji (* 1970), japanischer Fußballspieler
- Hashimoto, Yuki (* 1989), japanische Judoka
- Hashimoto, Yūki (* 1994), japanischer Fußballspieler
- Hashimura, Ryūjoseph (* 2000), japanischer Fußballspieler
- Hashimura, Yūta (* 1991), japanischer Fußballspieler
- Hashin, Zvi (1929–2017), israelischer Werkstoffwissenschaftler
- Hashioka, Daiki (* 1999), japanischer Fußballspieler
- Hashioka, Kazuki (* 1997), japanischer Fußballspieler
- Hashioka, Yūki (* 1999), japanischer Weitspringer
- Hashiratani, Kōichi (* 1961), japanischer Fußballspieler und -trainer
- Hashiratani, Tetsuji (* 1964), japanischer Fußballspieler
- Hashiuchi, Ryōma (* 1989), japanischer Fußballspieler
- Hashiuchi, Yūya (* 1987), japanischer Fußballspieler
- Hashizume, Shirō (1928–2023), japanischer Schwimmer
- Hashizume, Yūki (* 1990), japanischer Fußballspieler

### Hashm
- Hashmi, Emraan (* 1979), indischer Schauspieler
- Hashmi, Javed (* 1948), pakistanischer Politiker
- Hashmi, Safdar (1954–1989), indischer Dramatiker, Theaterregisseur und Schauspieler
- Hashmi, Stephen K. (* 1963), deutscher ChemikerStephen K. Hashmi (* 1963)

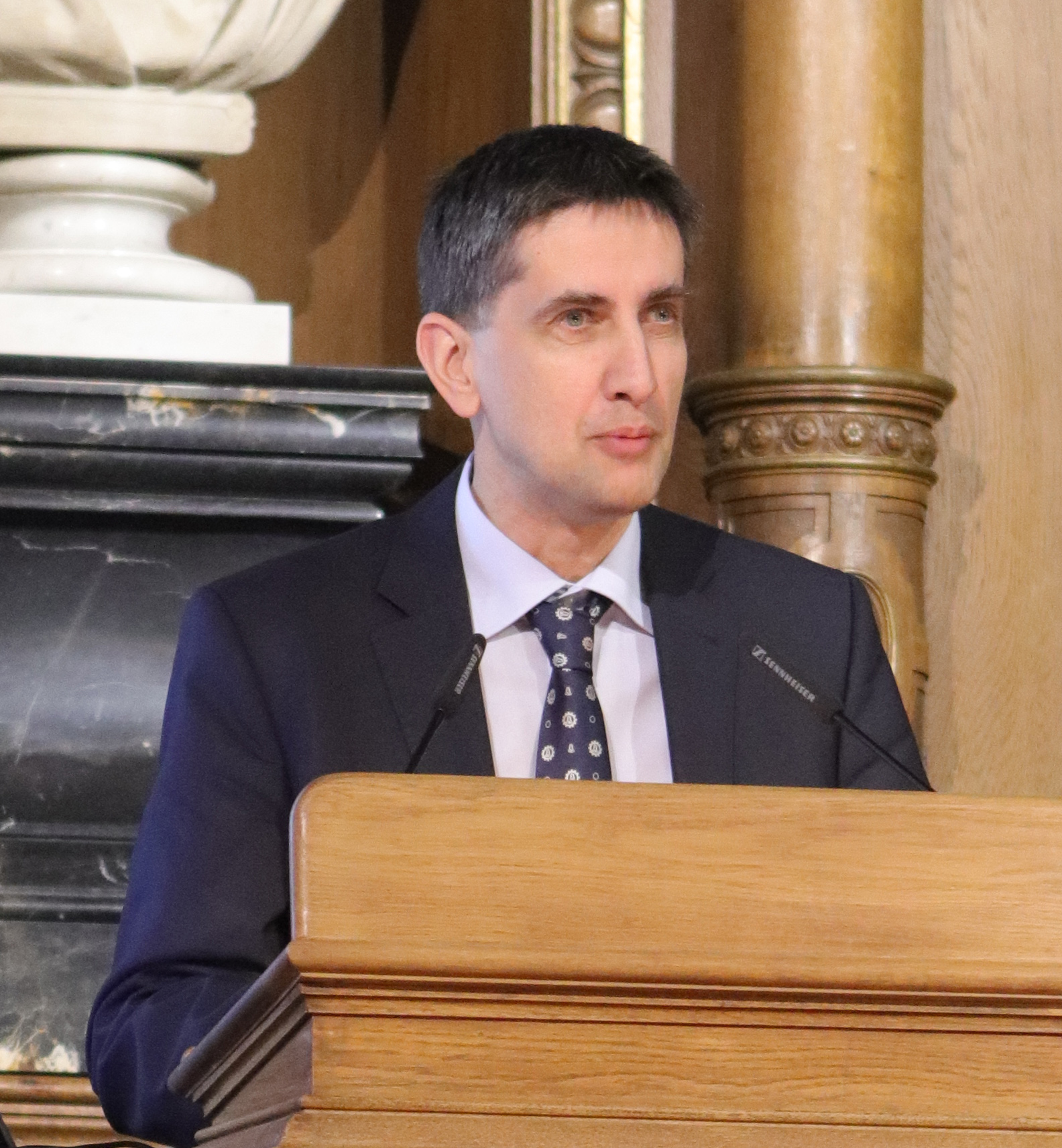
Stephen K. Hashmi (* 1963)